# Francisco Ignacio Madero González
Francisco Ignacio Madero González, conegut habitualment com Francisco Madero, (Parras, Coahuila de Zaragoza, 30 d'octubre de 1873 - Ciutat de Mèxic, 22 de febrer de 1913) va a ser un polític de la Revolució Mexicana.
Fill d'un terratinent, Francisco Madero va estudiar a França i als Estats Units. La seva preocupació per les condicions de vida de les masses el va fer entrar en la política, defensant idees democràtiques i de reforma social. La seva oposició contra la dictadura de Porfirio Díaz el va portar a la presó (1910). Fugí a Texas, des d'on va organitzar la Revolució Mexicana. El 10 de maig de 1911 els revolucionaris prenen Ciudad Juárez, i Madero entra triunfant i nomena el seu primer gabinet. Díaz va decidir renunciar al govern i es va exiliar a França. Derrotat el govern per les tropes d'Orozco i de Zapata, es van celebrar eleccions presidencials, en les quals va triomfar Madero (1911).
En els seus quinze mesos de govern, Francisco Madero va voler reconciliar la Revolució amb les restes de l'antic règim, però la divisió del moviment revolucionari va posar fi als seus plans. Madero havia establert un règim de llibertats i de democràcia parlamentària, però no havia satisfet les aspiracions de canvi social que desitjaven masses revolucionàries.
Emiliano Zapata, Reyes i Orozco es van revoltar contra ell; i Huerta, comandant de les forces armades, el va trair, el va deposar i el va assassinar al·legant que havia intentat escapar el 1913. Madero, que no havia aconseguit en vida mantenir units als revolucionaris, es va convertir després de la seva mort en un símbol eficaç de la unitat de la Revolució contra l'usurpador Huerta.